# Dasiops occultus
Dasiops occultus är en tvåvingeart som beskrevs av Collin 1953. Dasiops occultus ingår i släktet Dasiops, och familjen stjärtflugor. Arten är reproducerande i Sverige.